# 开源宗教
开源宗教(Open-source religions)是一种利用开放源代码方法来创造宗教信仰的尝试。为此，该宗教系统得通过其信徒之间的互动来创造并且完善其理念。開源宗教的第一個例子是1990年代的"Yoism"。他們是一群自稱是"Yoans"的團體，約有100人左右，成員除了來自世界各地外，主要來自於麻州的波士頓地區。這群人相信一個信仰體系應該是建立在自己啟蒙的價值觀和理念。